# Conti del Goceano

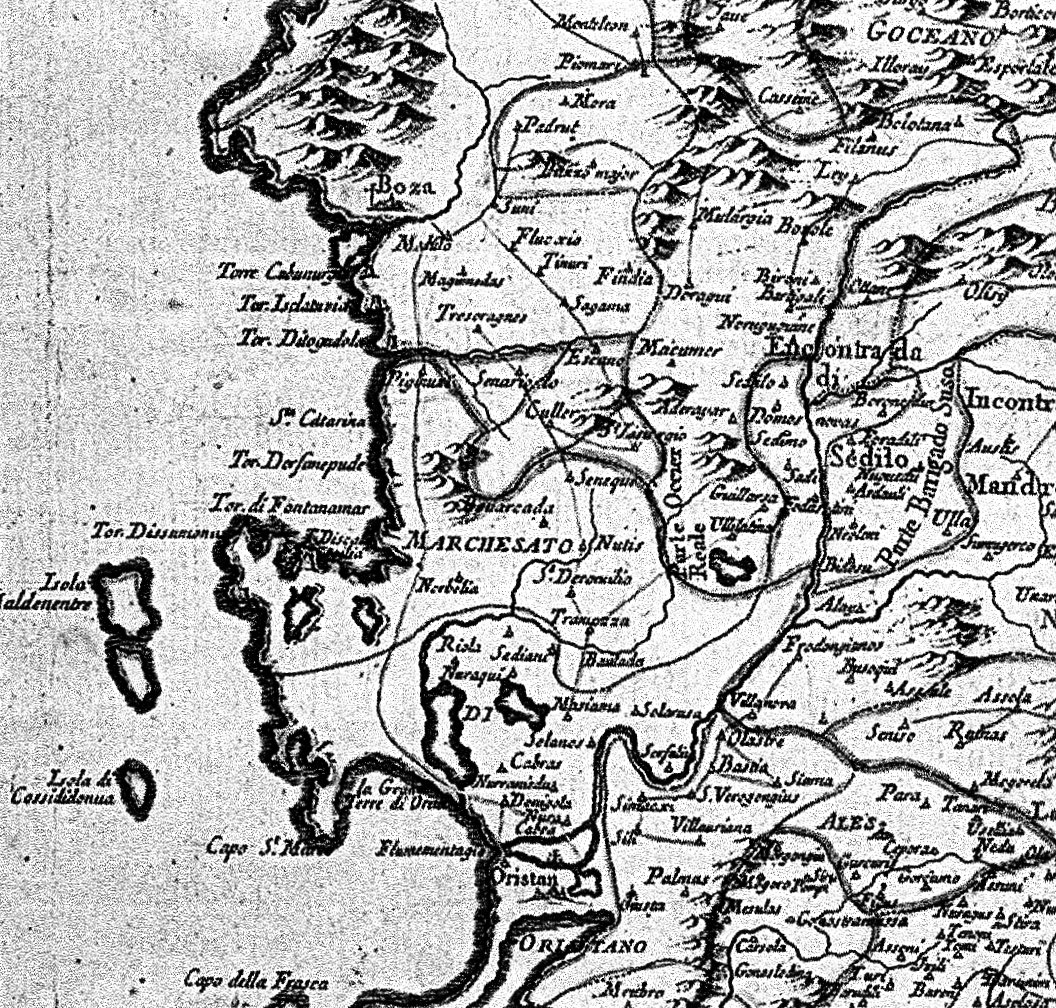
Carta del marchesato di Oristano con le contee del Goceano e di Marmilla

I Conti del Goceano sono stati le autorità feudali che dominarono in modo totalmente indipendente prima e come vassalli dopo la zona del Goceano ed il relativo castello di Burgos.

## Storia del titolo

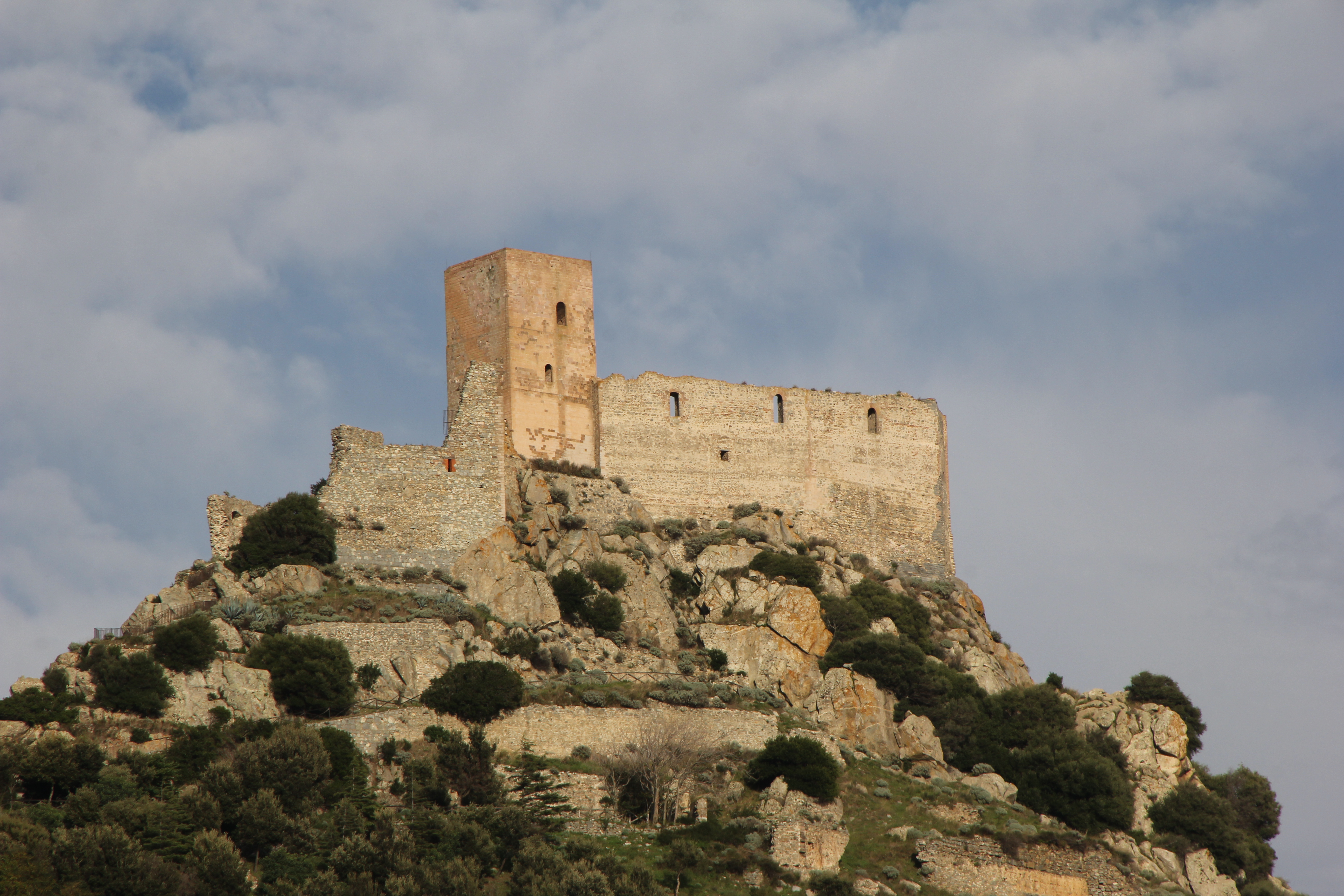
Il castello di Burgos o del Goceano, centro della contea

Fu creato unitamente al titolo di conte di Marmilla l'11 settembre 1339 da Pietro IV di Aragona per Mariano IV di Arborea, allora semplice principe esente da ogni tipo di titolatura feudale, per farselo amico, e, secondo la scrittrice Bianca Pitzorno, per dividere lui e suo fratello Pietro III, giudice o re di Arborea.
Mariano attuò una politica di ripopolamento sulla contea, facendo crescere il borgo di Burgos e emanando successivamente un codice di leggi esclusivo del luogo.
Quando Mariano divenne giudice di Arborea soppresse completamente ogni vincolo di vassallaggio feudale che c'era tra il suo titolo di conte ed il re d'Aragona, fregiandosene anche durante la guerra sardo-catalana, che lo opponeva a Pietro IV.
Dopo la morte di Mariano, Ugone III di Arborea, il suo legittimo proprietario, rinnegò il titolo perché donato dai suoi nemici, preferendo chiamarsi signore di Sardegna.
Il titolo passò successivamente a tutti i giudici di Arborea sino all'estinzione del piccolo regno, diventando poi parte delle intitolazioni dei marchesi di Oristano, discendenti loro stessi dai sovrani arborensi, e, dopo la rivolta dell'ultimo marchese Leonardo Alagon, passò nel fitto elenco nobiliare dei re d'Aragona prima e di Spagna poi, sino all'attuale monarca Filippo VI.

## Conti del Goceano

### De Serra Bas
| Nome                                           | Dal  | Al   | Consorte              |
| ---------------------------------------------- | ---- | ---- | --------------------- |
| Mariano IV di Arborea (1319- maggio 1375)      | 1339 | 1375 | Timbora di Roccaberti |
| Ugone III di Arborea (1337-3 marzo 1383)       | 1375 | 1383 | Anonima di Vico       |
| Federico di Arborea (1377-1387)                | 1383 | 1387 |                       |
| Mariano V di Arborea (1378/1386- 4 marzo 1407) | 1387 | 1407 |                       |
| Eleonora di Arborea (1347-3/23 giugno 1403)    | 1383 | 1403 | Brancaleone Doria     |
| Guglielmo III di Narbona (...-17 agosto 1424)  | 1407 | 1420 | Margherita d'Armagnac |

### Marchesi di Oristano
- Leonardo Cubello (1422[6]-1427)
- Antonio Cubello (1427-1463)
- Salvatore Cubello (1463-1470)
- Leonardo de Alagon (1470-1478)

Dopo la ribellione di Leonardo de Alagon, nel 1478, il titolo sia di marchese di Oristano sia di conte del Goceano passò a fare parte dell'intitolatura reale, conservandosi sino all'ultimo discendente.